# Printz
Printz är ett svenskt efternamn, som också burits av en utslocknad svensk adelsätt. Den 31 december 2012 var det 257 personer i Sverige med efternamnet Printz, 114 personer med efternamnet Prins och 5 personer med efternament Printz-Påhlson.

## Personer med olika former av efternamnet Printz
- Adolphe Prins (1845–1919), belgisk jurist
- Armegot Printz (1625–1695), adelsdam
- David Printz (född 1980), ishockeyspelare
- Göran Printz-Påhlson (1931–2006), poet, litteraturvetare, översättare, litteraturkritiker
- Johan Printz (1592–1663), militär och ämbetsman, guvernör över Nya Sverige
- Peder Swensson Printz (1620–1680) auditör, mantalskommissarie, brukspatron
- Per Abraham Printz (1802–1878), kyrkoherde i Bromma församling 1847-1878
- Stefan Printz-Påhlson (född 1950, redaktör och serieskapare

## Adelsätten
Stamfader för adelsätten Printz är kyrkoherden i Bottnaryd, Bero Johannis (död 1642). Hans far lär ha varit en Hans Botvidsson som var borgmästare i Norrköping. Om hustruns släkt uppger Gabriel Anrep att hennes far, som ursprungligen hette Putt, hade adladts av Johan III för sin välvilliga inställning till dennes liturgi. Deras son Johan gjorde efter utrikes studier en militär karriär som kröntes med att han utsågs till guvernör över Nya Sverige och sedan landshövding i Sverige. Han adlades år 1642 och upptog då morfaderns namn Printz. Ätten introducerades år 1643 på nummer 304.
Johan Printz första hustru gifte han sig med i ungdomen i Helmstadt, där hennes far Lydeche Boch var furstelig rådsherre. En son i äktenskapet dog ung. En dotter gifte sig med en major Gyllenpatron och den andra med en friherre Örneklou. Hans andra hustru var änkan Maria von Linnestau, vars far var geheimeråd i Mechlenburg. Av döttrarna i andra äktenskapet gifte sig Armegot med Johan Papegoja övriga med en Pilefelt, en ryttmästare från Brandenburg, och Du Rées.
Den ende sonen avled enligt ovan ung, varmed Johan Printz själv slöt sin ätt på svärdssidan när han avled 1663.